# Mandarinfisch
Der Mandarinfisch (Synchiropus splendidus, Syn.: Pterosynchiropus splendidus) wurde zuerst in der Gattung Callionymus beschrieben und wird innerhalb der Familie der Leierfische (Callionymidae) heute in die Gattung Synchiropus gestellt.

## Natürliches Vorkommen
Der Mandarinfisch lebt vorwiegend in geschützten Lagunen und Küstenriffen. Er kommt in Tiefen von bis zu 18 Meter vor, wobei er auch oft die Nähe zum sandigen und schlammigen Meeresgrund sucht.
Der Mandarinfisch ist vor allem im westlichen Indopazifik weit verbreitet, sein Verbreitungsgebiet erstreckt sich über die Philippinen, Japan, und Sri Lanka bis hin nach Australien.

## Merkmale
Der Mandarinfisch fällt besonders durch sein grelles, farbenfrohes Äußeres auf. Die gesamte Körperoberfläche hat einen blauen bis türkisen Farbton, der unregelmäßig von rötlichen oder bräunlichen Streifen durchzogen wird. Der Kopf ist meist grün bis gelblich gefärbt und an den Kopfseiten gehen die Streifen in gelbliche Punkte über. Der Bauch ist im Vergleich zum dunkleren Rücken kaum pigmentiert; er weist meistens eine hellblaue bis weiße Farbe auf.
Anstatt Schuppen verfügt der Mandarinfisch über eine feste und schleimige Haut, die einen üblen Geruch verströmt, wenn der Fisch an die Luft kommt. Die Schleimschicht auf der Haut soll die Fische vor Parasiten und Krankheiten schützen. Der Mandarinfisch kann eine Körperlänge von 5 bis 8 Zentimeter erreichen, wobei die Männchen etwas größer und massiger als die Weibchen sind. Das Männchen hat einen deutlich verlängerten ersten Rückenflossenstrahl, der beim Weibchen nur sehr kurz ausgebildet ist.
Blaufärbung bei Echten Knochenfischen wird meist durch interferenzfilternde Chromatophoren erreicht, welche Iridophoren genannt werden. Nur der Mandarinfisch und der ihm nahestehende LSD-Leierfisch (Synchiropus picturatus) besitzen in ihren Hautschichten Cyanophoren, dichromatische Chromatophoren, welche mittels Pigmentation nicht-blaues Licht absorbieren, aber auch nicht-rötliches. Polychromatische Chromatophoren kommen nur selten im Tierreich vor.
Neben seiner unverkennbaren Färbung kann man den Mandarinfisch auch an seinen verhältnismäßig großen Bauchflossen erkennen sowie an den erhabenen Augen und dem typisch zugespitzten Maul der Leierfische.

## Ernährung
Der carnivore Mandarinfisch ernährt sich räuberisch. Das Fressverhalten der Fische wird oft als Erpicken bezeichnet, da das Schnappen nach Futter bei den Leierfischen aussieht wie das Picken eines Vogels. Da er ein kleines Maul besitzt, frisst er vor allem kleine Wirbellose.

## Verhalten
Leierfische schweben nicht wie andere Fische im Wasser, sondern bewegen sich mit Hilfe der Bauchflossen ruckartig bis langsam gleitend fort. Meist halten sie dabei mit ihren Bauchflossen Kontakt zum Untergrund. Auf Nahrungssuche bewegen sie sich langsam. Sie sind aber zu schnellen Bewegungen fähig, wenn sie flüchten müssen.

## Fortpflanzung

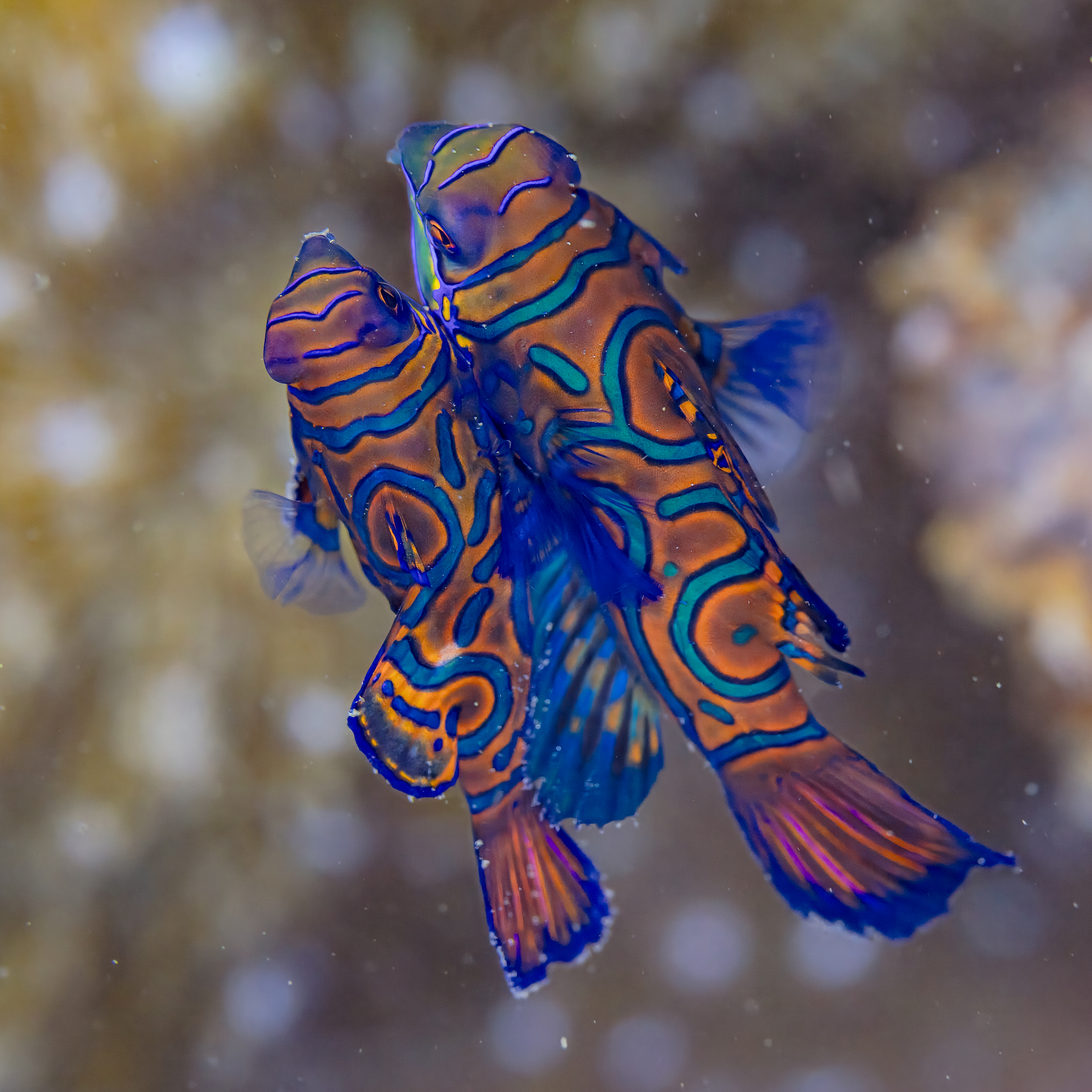
Zwei Mandarinfische bei der Paarung

Die Paarung der Mandarinfische ist bei Tauchern ein besonders gern gesehenes Spektakel. Es findet während der Abenddämmerung statt.
Zuerst schwimmt das Männchen um das wartende Weibchen herum und versucht durch Spreizen und Schlagen der Flossen dessen Aufmerksamkeit zu erlangen.
Ist ein Männchen erfolgreich, führt es das Weibchen langsam Bauch an Bauch schwimmend in Richtung Wasseroberfläche. Sobald sie eine gewisse Höhe erreicht haben, lassen sie sich wieder absinken und beginnen danach wieder Seite an Seite aufzusteigen. Dieses ritualisierte Verhalten dient der Synchronisation des eigentlichen Laichvorgangs, bei dem die Partner ihre Afterflossen aneinander legen und damit eine Rinne bilden, in der die Eier abgelegt und befruchtet werden.
Sobald dies geschehen ist, löst sich das Paar und taucht schnell wieder zum Meeresboden hinab. Der Laich und die nach 24 Stunden schlüpfenden Larven entwickeln sich pelagisch.

## Entwicklung
Bis zum fünften Lebenstag sind die Larven gelb und wechseln danach zu einer orangeroten Färbung. Ihr Kopf wird allmählich breiter und nimmt seine typische Färbung an, während der Leib dicker wird. Sie halten sich aber weiterhin schwebend in den oberflächennahen Wasserschichten auf, da dort das Angebot an leicht verdaubaren Mikroorganismen am Größten ist. Nach 14 Tagen erreichen die Larven eine Größe von 3,5 mm.
Wenn die Larven zwei bis drei Wochen alt und 3,5 bis 4 mm lang sind, verlassen sie das Freiwasser und gehen zu einer substratnahen Lebensweise am Riff und dem Meeresgrund über. Die Gestalt wird derjenigen der Eltern immer ähnlicher und im Alter von sieben bis acht Wochen entwickeln sie auch eine erste komplexe grünbraune Körperfärbung mit gelben Sprenkeln. Im Alter von etwa drei Monaten haben sie dann das typische Aussehen ihrer Eltern erreicht. Die jungen Männchen beginnen im Alter von etwa sechs Monaten sich anderen Männchen gegenüber aggressiv zu verhalten. Erst ein halbes Jahr später versuchen sie, am Fortpflanzungsgeschehen teilzunehmen.

## Bedeutung für den Menschen
Mandarinfische sind wegen ihrer Farben begehrte Fische für das Meerwasseraquarium und werden weltweit als Wildfänge gehandelt. Aufgrund ihrer speziellen Ernährungsweise sind sie im Aquarium allerdings nur erfahrenen Aquarianern vorbehalten.